# Stanisław Tor
Stanisław Tor (Stanisław Thor) ps. Felek (ur. 25 kwietnia 1880 w Sołtysach, pow. hrubieszowski, zm. 9 stycznia 1941 w Warszawie) – senator w 1935 roku, legionista, działacz społeczny i przemysłowy, prezes Izby Przemysłowo-Handlowej w Gdyni.

## Życiorys
Syn Andrzeja i Katarzyny z Claudelów. Ukończył gimnazjum w Chełmie, następnie studia na wydziale prawnym uniwersytetów w Warszawie i Kijowie oraz w Akademii Handlowej w Wiedniu (1909). Od 1903 czynny członek Polskiej Partii Socjalistycznej, członek Organizacji Bojowej PPS, uczestnik i organizator akcji bojowych. Więziony na Pawiaku i w warszawskiej Cytadeli. Zmuszony do wyjazdu za granicę. Na emigracji działał we frakcji rewolucyjnej PPS, następnie w Związku Strzeleckim.
W sierpniu 1914 roku, po wkroczeniu  Pierwszej Kompanii Kadrowej na ziemie zaboru rosyjskiego został komisarzem Wojsk Polskich w Miechowie. Był komisarzem Polskiej Organizacji Narodowej w 1914 roku. Po I wojnie światowej został delegatem Ministerstwa Opieki Społecznej do walki z bezrobociem w Warszawie, następnie radny miejski m. Warszawy w 1919 roku. W 1923 przejął gazownię miejską z rąk niemieckich i był jej dyrektorem handlowym do 1929. Do 1931 prowadził eksport drzewa w Gdańsku; od 1932 dyrektor w firmie „PAGED” (Polska Agencja Eksportu Drewna) w Gdyni. Prezes Izby Przemysłowo-Handowej Pomorskiej. Działał w wielu organizacjach społecznych w Gdyni. Ogłaszał artykuły i rozprawy z dziedziny gospodarki w prasie fachowej i codziennej. 
Członek Prezydium Pomorskiego Wojewódzkiego Komitetu Funduszu Obrony Narodowej w Toruniu w 1938 roku.

## Ordery i odznaczenia
- Krzyż Niepodległości z Mieczami (12 marca 1931)[6]
- Krzyż Oficerski Orderu Odrodzenia Polski (11 listopada 1934)[7]